# (5771) Somerville
(5771) Somerville (1987 ST1) – planetoida z pasa głównego asteroid okrążająca Słońce w ciągu 5,53 lat w średniej odległości 3,13 j.a. Odkryta 21 września 1987 roku. Nazwana na cześć Mary Somerville.